# Тортола-де-Енарес
Тортола-де-Енарес (ісп. Tórtola de Henares) — муніципалітет в Іспанії, у складі автономної спільноти Кастилія-Ла-Манча, у провінції Гвадалахара. Населення — 896 осіб (2010).
Муніципалітет розташований на відстані близько 60 км на північний схід від Мадрида, 8 км на північний схід від Гвадалахари.

## Демографія
Динаміка населення (INE ):